# 新宿百人町事件
新宿百人町事件（日语：／ Jinjuku Byakuninchō Jiken）是發生在日本的朝鮮間諜事件，其又被稱之為「朝鮮總聯前幹部間諜事件」（／ Chōsen Sōren Moto-kanbu Supai Jiken）。此事件之發生主要為在日朝鮮人和日本人被吸收為間諜並在朝鮮接受訓練後，在日本等地對韓國人進行間諜及財政工作的諜報事件，其中，旅日朝鮮人總聯合會前任幹部在事件發生的過去20多年以來，一直以日本為據點拉攏韓國政府、財界人士。

## 事件概要

### 間諜
被稱為朝鮮金牌間諜的康成輝是身為朝鮮總聯前幹部的在日朝鮮人，其在1979年被吸收為朝鮮間諜並接受相關訓練，並在1983年退出朝鮮總聯，隨後成立貿易公司開展了間諜行動，同時亦開展對間諜行動的募資。康成輝以貿易公司為幌子，在近20年間往返朝鮮數十次，並在萬景峰號上接收來自朝鮮的指令文件。除此之外，其在日本募集到鉅額的間諜行動資金會向朝鮮進行匯款，亦同時向日本及韓國國內的間諜建構地下組織且成為發號施令的指揮官，並展開吸收韓國、日本的軍事、政界、財界人士及旅日韩侨、韓國留學生的間諜行動。康成輝與韓國的政界、財界人士在東京、靜岡縣伊豆市、北京市等地進行了拉攏工作，而拉攏工作最大的成果包含1996年去世的韓國大型企業集團子公司的經營者在內的幾人被其拉攏作為合作對象。其中，接觸的合作對象亦有日本政治家鸠山由纪夫。
據悉，康成輝曾在1989年左右曾以基督教牧師的身分活動，並在1997年接觸日本的基督教團體且參與對朝鮮的糧食支援，其在同年於JR東日本大久保站附近的新宿區百人町成立基督教團體「國際基督教中心」，同時與朝鮮的「朝鲜宗教徒协议会」簽訂了旨在實現朝鮮半島和平的協議書。康成輝曾以「宗教活動」為由前去韓國，展開推動遣返被關押在韓國的辛光洙等人在內的非轉向長期囚活動，最終該行動獲得成功的結果。除此之外，在推動該行動的過程中，亦獲得多數日本國會議員向時任韓國總統盧泰愚提出的釋放韓國政治犯的請求書上進行連署。

### 破獲
2000年11月21日，康成輝因與彈弓店服務員及另一位牧師等共12人因涉嫌敲詐交通事故保險金、不實記載公正證書正本、偽造有印私人文件等罪名遭日本警視廳公安部外事二科逮捕。
警視廳在其住宅搜索，發現其與朝鮮勞動黨統一戰線部、對外情報調查部的幹部經常會面的紀錄和相關機關的指示，以及記載工作對象的經歷和家庭的組成、思想傾向等的手札、工作活動報告書、工作研修手冊等，亦發現接收朝鮮透過數位電台（A-3廣播）發送指令的短波接收器等。
作為康成輝的合作對象的日本人會根據朝鮮的指示，計畫在駐韓國的地下組織進行機關報的普及工作等，最終實現了一部份的目標。除此之外，亦接觸與媒體界人士及各界名人，在日本國內開展諜報活動，同時以宗教活動名義訪韓，為立即遣返非轉向長期囚進行倡議，該名男子亦因涉入電子紀錄不實記載公正證書正本等原因遭舉發。
康成輝最終於2004年4月去世。

## 相關事件
- 東中野事件（日语：東中野事件）
- 辛光洙事件（日语：辛光洙事件）

### 相關文獻
- 外事事件研究会.  . 東京法令出版. 2007-10. ISBN 978-4809011474.

### 引用資料
1. 1 2  清水（2004）p.221
2. 1 2 3 4 5 6 7  警察廳. . 『焦点』第271号. 警察廳. 2005-12-01  [2022-05-20]. （原始内容存档于2022-09-21）.
3. 1 2 3 4 5 6 7  清水（2004）p.112-113
4. 1 2 3  警察廳. . 警備警察50年『焦点』第269号. 警察廳. 2004-07-01  [2022-05-20]. （原始内容存档于2021-12-21）.
5. ↑  『決定版! 北朝鮮ワールド』（2004）p.76
6. ↑  加藤達也. . The Sankei News. 產經新聞. 2016-07-03  [2022-05-28]. （原始内容存档于2022-05-28）.
7. ↑  「每日新聞」2000年12月12日付。

## 外部連結
- 警察廳. . 警備警察50年『焦点』第269号. 警察廳. 2004-07-01  [2022-05-20]. （原始内容存档于2021-12-21）.
- 警察廳. . 『焦点』第271号. 警察廳. 2005-12-01  [2022-05-20]. （原始内容存档于2022-09-21）.